# Dany Dauberson
Dany Dauberson, (16 januari 1925, Le Creusot (Saône-et-Loire) - 16 maart 1979) was een Frans zangeres en actrice.
In 1956 vertegenwoordigde Dauberson Frankrijk op het eerste Eurovisiesongfestival met het lied Il est là. Het is onbekend welke plaats het lied heeft behaald; alleen het winnende lied werd bekendgemaakt.

## Filmografie
- Du rififi à Paname (1966)
- Et par ici la sortie (1957)
- A Tale of Five Cities (1951)

1956: Mathé Altéry + Dany Dauberson · 
1957: Paule Desjardins · 
1958: André Claveau · 
1959: Jean Philippe · 
1960: Jacqueline Boyer · 
1961: Jean-Paul Mauric · 
1962: Isabelle Aubret · 
1963: Alain Barrière · 
1964: Rachel · 
1965: Guy Mardel · 
1966: Dominique Walter · 
1967: Noëlle Cordier · 
1968: Isabelle Aubret · 
1969: Frida Boccara · 
1970: Guy Bonnet · 
1971: Serge Lama · 
1972: Betty Mars · 
1973: Martine Clémenceau · 
1975: Nicole Rieu · 
1976: Catherine Ferry · 
1977: Marie Myriam · 
1978: Joël Prévost · 
1979: Anne-Marie David · 
1980: Profil · 
1981: Jean Gabilou · 
1983: Guy Bonnet · 
1984: Annick Thoumazeau · 
1985: Roger Bens · 
1986: Cocktail Chic · 
1987: Christine Minier · 
1988: Gérard Lenorman · 
1989: Nathalie Pâque · 
1990: Joëlle Ursull · 
1991: Amina · 
1992: Kali · 
1993: Patrick Fiori · 
1994: Nina Morato · 
1995: Nathalie Santamaria · 
1996: Dan Ar Braz & Héritage des Celtes · 
1997: Fanny · 
1998: Marie Line · 
1999: Nayah · 
2000: Sofia Mestari · 
2001: Natasha Saint-Pier · 
2002: Sandrine François · 
2003: Louisa Baïleche · 
2004: Jonatan Cerrada · 
2005: Ortal · 
2006: Virginie Pouchain · 
2007: Les Fatals Picards · 
2008: Sébastien Tellier · 
2009: Patricia Kaas · 
2010: Jessy Matador · 
2011: Amaury Vassili · 
2012: Anggun · 
2013: Amandine Bourgeois · 
2014: Twin Twin · 
2015: Lisa Angell · 
2016: Amir · 
2017: Alma · 
2018: Madame Monsieur · 
2019: Bilal Hassani · 
2021: Barbara Pravi · 
2022: Alvan & Ahez · 
2023: La Zarra · 
2024: Slimane · 
2025: Louane
- Biblioteca Nacional de España: XX1029145
- Bibliothèque nationale de France: cb138929881 (data)
- Gemeinsame Normdatei: 106148596X
- International Standard Name Identifier: 0000 0001 1682 2250
- Library of Congress Control Number: no2009199726
- MusicBrainz: 64608a4f-33db-48bd-886f-d9988eee19df
- Système universitaire de documentation: 086950908
- Virtual International Authority File: 86593023